# Robert Smithson
Robert Smithson (Passaic (New Jersey), 2 januari 1938 – Amarillo (Texas), 20 juli 1973) was een Amerikaanse land art-kunstenaar.

## Leven en werk

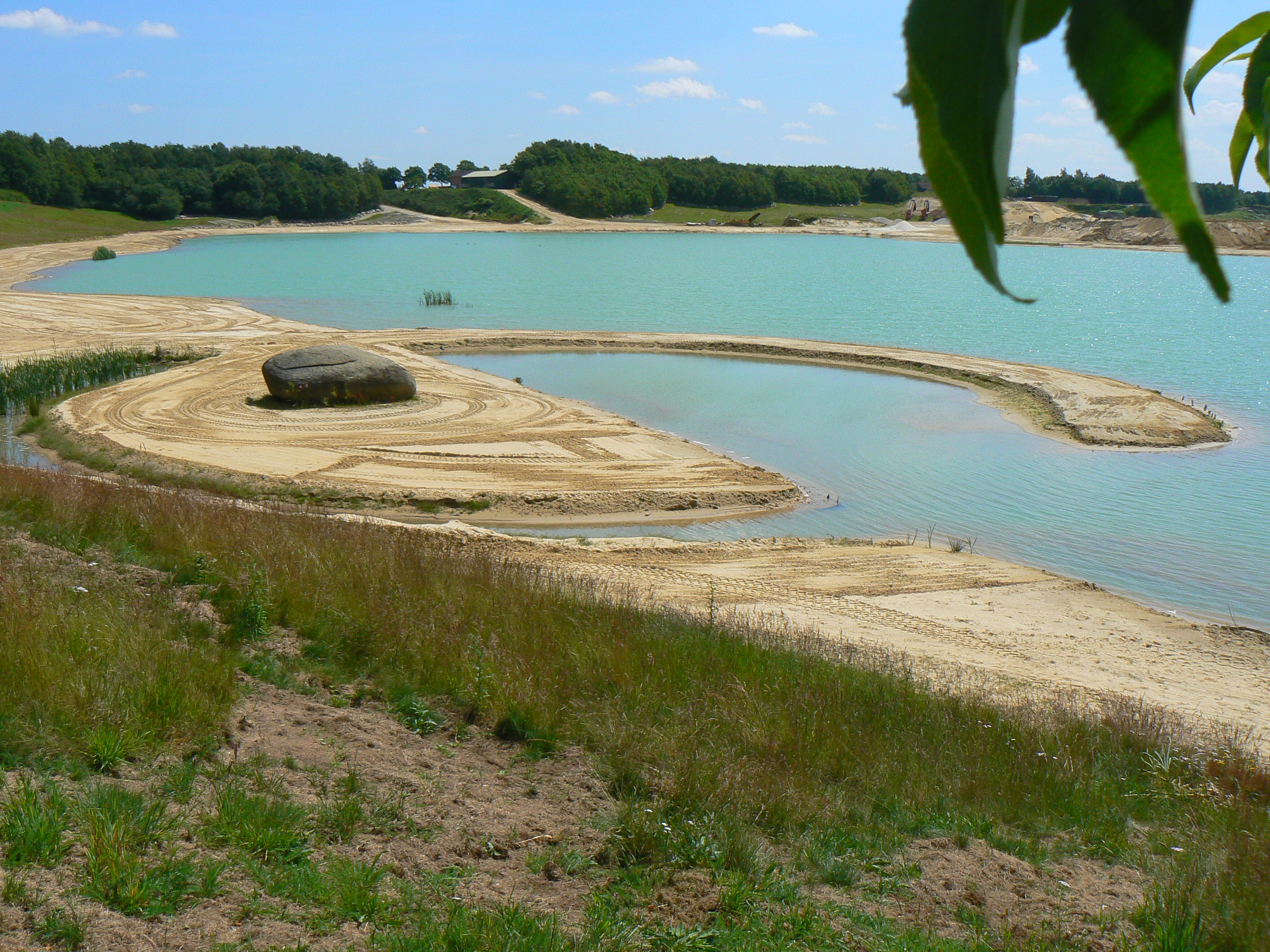
Broken Circle in Emmen

Smithson studeerde schilderkunst en tekenen aan de Art Students League of New York in New York. Hij werkte in de stijl van de abstract expressionisten. Aanvang zestiger jaren maakte hij kennis met leden van de minimalistische Primary Structures Movement, zoals Nancy Holt (met wie hij huwde), Robert Morris, Sol LeWitt, Carl Andre, Dan Graham, Donald Judd, Richard Long en Claes Oldenburg. Met enkelen maakte hij verkennende tochten op zoek naar geschikte locaties en terreinen voor de nog uit te voeren land art-projecten. Smithson overleed in Texas op een van die vluchten.

## Werken

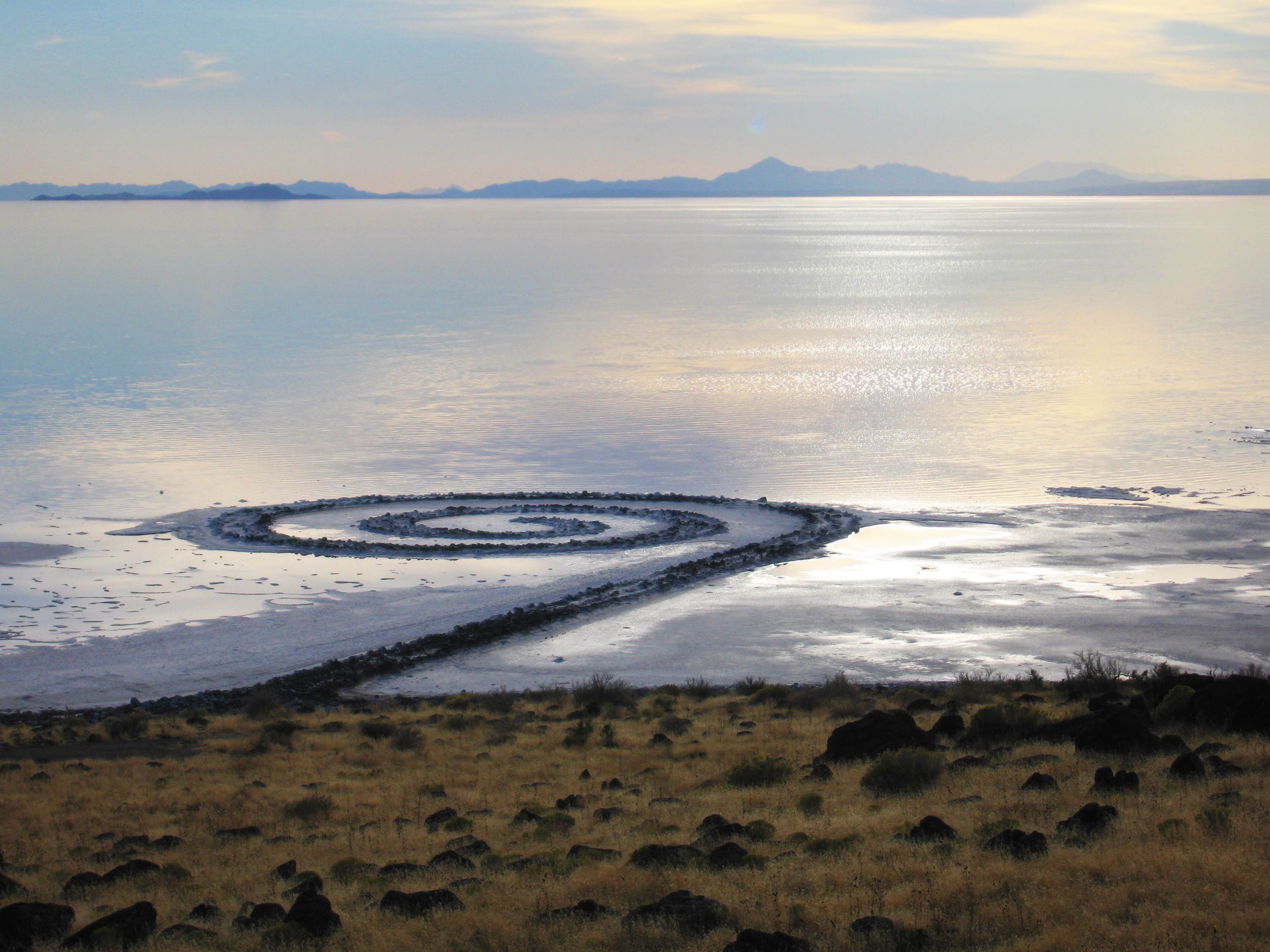
Robert Smithson, Spiral Jetty in 2004, Rozel Point, Great Salt Lake, Utah

- Asphalt Rundown (1969) - omgeving van Rome.
- Glue Pour (1969) - Vancouver
- Partially Buried Woodshed (1970) - Kent State University in Ohio (niet meer bestaand).
- Spiral Jetty (1970) - Great Salt Lake in Utah (meestal onder water staand).
- Broken Circle and Spiral Hill (1971) - zandgroeve Emmerschans in Emmen (reeds enkele keren gerenoveerd).
- Amarillo Ramp (1973) - Tecovas Lake in Amarillo (Texas). Postuum voltooid door Nancy Holt, Richard Serra en Tony Shafrazi.
- Floating Island to Travel Around Manhattan Island (ontwerp 1970) - Het project is eenmalig te zien geweest van 17 tot 25 september 2005 en werd gerealiseerd door Minetta Brook in samenwerking met het Whitney Museum of American Art in New York.

Op 20 juli 1973 kwam Smithson tijdens een inspectie- en fotovlucht om het leven bij een vliegtuigongeluk in Amarillo in de staat Texas.

## Tentoonstellingen
Smithson maakte het werk Broken Circle and Spiral Hill in Nederland ter gelegenheid van Sonsbeek 1971. Hij werd eveneens uitgenodigd voor documenta 5 van 1972 in het Duitse Kassel.
Postume tentoonstellingen van het werk van Smithson vonden plaats in 1982 in het Amerikaanse paviljoen van de Biënnale van Venetië en met een retrospectieve in het Musée d'art moderne de la Ville de Paris in Parijs. Aansluitend vonden exposities plaats in musea en galerieën in onder andere Kopenhagen, New York, Washington, Luzern en Londen. Een tweede retrospectieve tentoonstelling was van 1992 tot 1994 onder andere te zien in Marseille, Brussel en Valencia.

## Trivia
De Amerikaanse noise gitarist Lee Ranaldo gaf, uit eerbetoon naar het laatste, onvoltooide werk van Smithson,
het solo-album Amarillo Ramp uit. Eerder gaf hij ook al de LP Broken Circle/Spiral Hill uit, vernoemd naar een ander werk van Smithson.